# Club de Fútbol Asturias
El Club de Fútbol Asturias o Asturias Fútbol Club fou un club de futbol mexicà de la ciutat de Mèxic.

## Història
El "Centre Asturià de Mèxic" neix un 7 de febrer de 1918, quan un grup d'asturians, encapçalats per José Menéndez Aleu, Ángel H. Díaz i Antonio Martínez Cuétara es reuniren per a fundar el club a la Ciutat de Mèxic, que pogués reunir al seu voltant tots els asturians que havien emigrat al país. L'equip immediatament inicia la seva participació en activitats esportives en el mateix any de la seva fundació 1918. A mitjan juliol de 1918, l'equip intenta entrar a la Lliga Amateur del Districte Federal, però no fou acceptat. Per aquest motiu, el club decidí crear la seva pròpia lliga, anomenada Unión Nacional de Association Foot-Ball. Finalment, el club fou acceptat a la lliga mexicana el 1919.
Els primers títols foren el 1920, on es contracta com a director tècnic l'escocès Gerald Brown, i l'equip assoleix la Copa Covadonga. El 1921 guanya la Copa Centenario. La temporada 1922-23 guanyà el primer campionat amateur. El segon campionat arribà el 1939. També fou diversos cops campió de la copa de Mèxic amateur.
La temporada 1943-1944, dirigit per l'austríac Ernesto Pauler, l'Astúries es va convertir en el primer campió del Futbol Mexicà en la seva era professional.
L'1 de març de 1936 inaugurà el seu estadi, el Parque Asturias, amb un partit contra el Botafogo de Brasil. El 29 de març de 1939, en un partit amb el Necaxa, el camp s'incendià.

## Palmarès

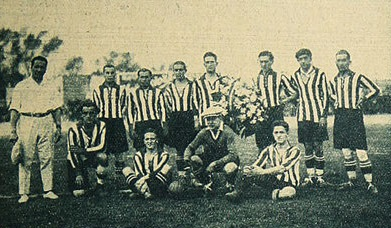
Asturias F.C. el 1927.

### Tornejos nacionals

#### Era amateur
- Lliga Amateur del Districte Federal (2): 1922-1923, 1938-1939
- Copa Eliminatoria (3): 1921-1922, 1922-1923, 1923-1924
- Copa México (5): 1933-1934, 1936-1937, 1938-1939, 1939-1940, 1940-1941

#### Era professional
- Lliga mexicana de futbol (1): 1943-1944

## Classificació
Estadístiques del club a la Primera Fuerza des de 1919 a 1943 excepte els tornejos de 1921-22 i 1930-31, en què no es disputà, i el 1934-35, en què manquen dades.
| Any     | Posició | Partits jugats | Guanyats | Empatats | Perduts | Gols a favor | Gols en contra | Punts | Posició final    |
| ------- | ------- | -------------- | -------- | -------- | ------- | ------------ | -------------- | ----- | ---------------- |
| 1919-20 | 3       | 16             | 9        | 2        | 5       | 21           | 14             | 20    | Tercera posició  |
| 1921-22 | 0       | 0              | 0        | 0        | 0       | 0            | 0              | 0     | No es disputà    |
| 1922-23 | 1       | 14             | 11       | 2        | 1       | 28           | 10             | 24    | Campió           |
| 1923-24 | 3       | 16             | 8        | 4        | 4       | 25           | 9              | 20    | Tercera posició  |
| 1924-25 | 4       | 12             | 4        | 3        | 5       | 10           | 9              | 11    |                  |
| 1925-26 | 6       | 12             | 2        | 1        | 9       | 10           | 35             | 5     |                  |
| 1926-27 | 6       | 12             | 4        | 0        | 8       | 24           | 31             | 8     |                  |
| 1927-28 | 2       | 14             | 5        | 8        | 1       | 39           | 28             | 18    | Finalista        |
| 1928-29 | 6       | 8              | 3        | 1        | 4       | 22           | 25             | 7     |                  |
| 1929-30 | 4       | 14             | 6        | 5        | 3       | 34           | 22             | 17    |                  |
| 1930-31 | 0       | 0              | 0        | 0        | 0       | 0            | 0              | 0     | No es disputà    |
| 1931-32 | 3       | 14             | 9        | 2        | 3       | 40           | 34             | 20    | Tercera posició  |
| 1932-33 | 8       | 8              | 1        | 3        | 4       | 13           | 18             | 5     | Evità el descens |
| 1933-34 | 2       | 10             | 6        | 1        | 3       | 29           | 17             | 13    | Finalista        |
| 1934-35 | ??      | ??             | ??       | ??       | ??      | ??           | ??             | ??    |                  |
| 1935-36 | 4       | 8              | 2        | 3        | 3       | 14           | 16             | 7     |                  |
| 1936-37 | 5       | 8              | 2        | 1        | 5       | 16           | 24             | 5     |                  |
| 1937-38 | 2       | 10             | 7        | 0        | 3       | 31           | 14             | 14    | Finalista        |
| 1938-39 | 1       | 12             | 7        | 2        | 3       | 30           | 27             | 16    | Campió           |
| 1939-40 | 5       | 15             | 5        | 2        | 8       | 32           | 33             | 12    |                  |
| 1940-41 | 5       | 14             | 5        | 2        | 7       | 25           | 20             | 12    |                  |
| 1941-42 | 8       | 14             | 4        | 1        | 9       | 30           | 42             | 9     |                  |
| 1942-43 | 8       | 14             | 4        | 2        | 8       | 28           | 35             | 10    |                  |

Estadístiques del club a la lliga mexicana de futbol.
| Any     | Posició | Partits jugats | Guanyats | Empatats | Perduts | Gols a favor | Gols en contra | Punts | Posició final |
| ------- | ------- | -------------- | -------- | -------- | ------- | ------------ | -------------- | ----- | ------------- |
| 1943-44 | 1       | 18             | 12       | 3        | 3       | 57           | 32             | 27    | Campió        |
| 1944-45 | 5       | 24             | 12       | 2        | 10      | 72           | 66             | 26    |               |
| 1945-46 | 10      | 30             | 12       | 4        | 14      | 71           | 74             | 28    |               |
| 1946-47 | 9       | 28             | 10       | 5        | 13      | 53           | 65             | 25    |               |
| 1947-48 | 15      | 28             | 6        | 7        | 15      | 41           | 62             | 19    |               |
| 1948-49 | 5       | 28             | 12       | 6        | 10      | 58           | 44             | 30    |               |
| 1949-50 | 5       | 26             | 11       | 6        | 9       | 50           | 49             | 28    |               |